# Roman Lochmann

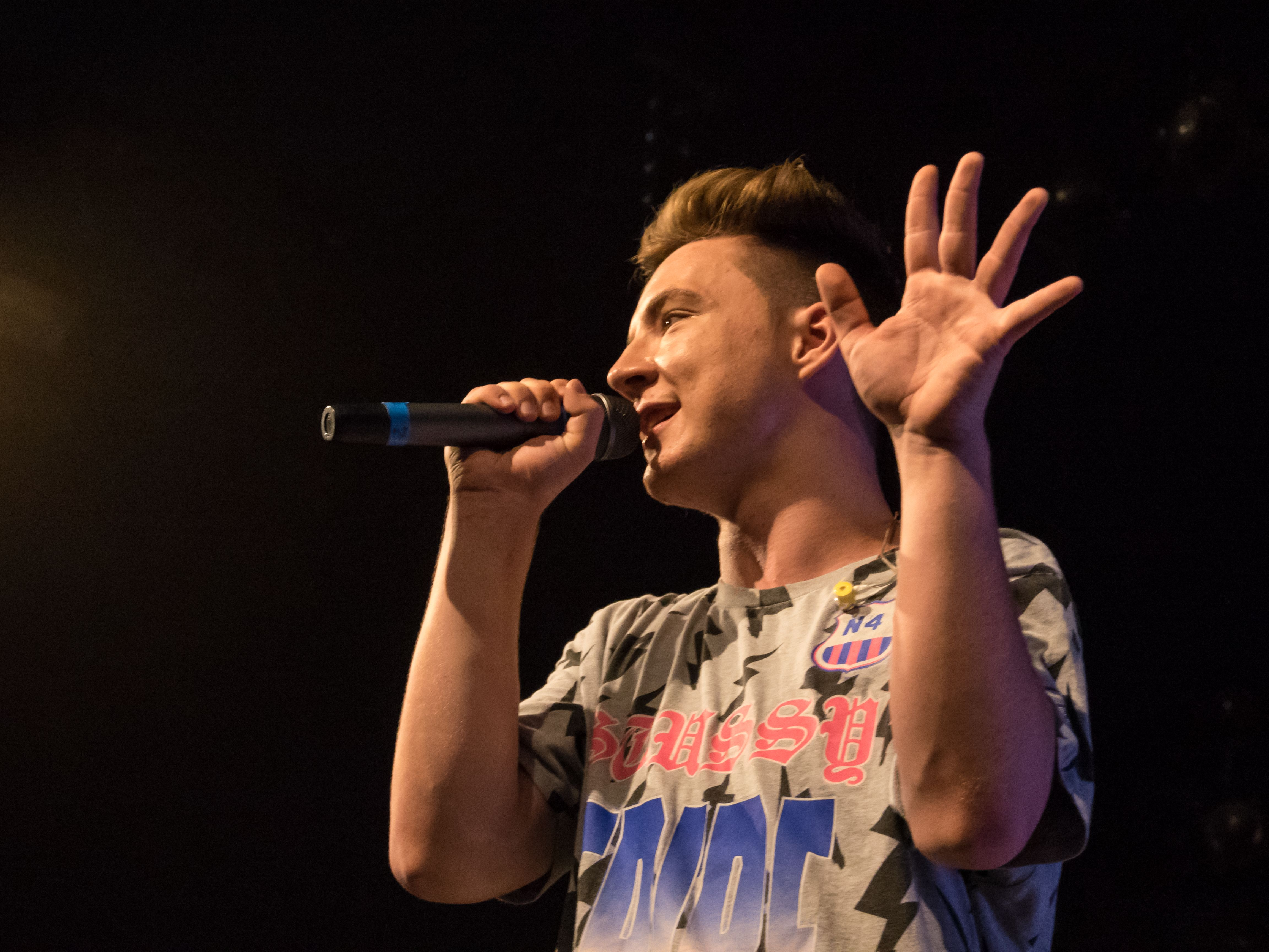
Roman Lochmann (2016)

Roman Lochmann (* 13. Mai 1999 in Mainz) ist ein deutscher Popsänger, der 2009 den ORF-Kiddy Contest gewann. Er betrieb bis Mai 2019 mit seinem Zwillingsbruder Heiko Lochmann den YouTube-Kanal Die Lochis. Seit 2021 treten die Brüder als Musiker unter dem Namen HE/RO auf.

## Leben
2009 belegte Roman Lochmann im Alter von zehn Jahren beim Kiddy Contest, einer Castingshow des ORF, zusammen mit Lara Krause den ersten Platz mit einer Coverversion von Cassandra Steens Lied Stadt,  Märchenwald. Das Album Kiddy Contest Vol. 15 erreichte Platz eins der österreichischen Charts.
Lochmann wurde auch durch seine Auftritte in der ZDF-Show Willkommen bei Carmen Nebel gemeinsam mit den anderen Teilnehmern des Kiddy-Contests sowie der Spenden-Gala Licht ins Dunkel bekannt, wo sein Weihnachtssong Christmas mit Lara Krause vorgestellt wurde. Insgesamt nahm er zusammen mit Krause zwei Songs auf, Märchenwald und Herz aus Glas 18.12.2010 in der Wiener Stadthalle alle Filnalsten  2010  als Gaststar Roman und Lara Krause. Des Weiteren trat er 2011 in der RTL-II-Show Wer ist Deutschlands Bester? gegen elf andere junge Sänger an und gewann in der Finalshow mit 41 Prozent der Zuschauerstimmen beim Televoting.
Seit 2011 verbreitet er zusammen mit seinem Zwillingsbruder Heiko Lochmann eigene Musikstücke über den Kanal Die Lochis auf der Videoplattform YouTube, wovon sich Durchgehend Online für zwei Wochen in den deutschen und österreichischen Charts platzieren konnte. Lochmann wohnte im hessischen Goddelau, einem Stadtteil von Riedstadt und lebt seit 2019 in Darmstadt.
Seit 2014 ist Roman Lochmann gemeinsam mit seinem Bruder Heiko Kampagnenbotschafter der Aufklärungsinitiative Jugend gegen AIDS. 2016 schloss er seine Schulausbildung mit dem Fachabitur in Medienproduktion ab.
2018 nahm er und sein Bruder an der 11. Staffel der RTL-Show Let’s Dance teil, seine Tanzpartnerin war Katja Kalugina 2018 wirkten sie beim RTL Ninja Warrior Germany Promi-Special für den RTL-Spendenmarathon mit.
Außerdem trat er 2018 in der Episode 166 der Fernsehshow Verstehen Sie Spaß? auf. Am 11. Mai 2019 gaben Die Lochis bekannt, dass sie sich voraussichtlich im September 2019 beruflich trennen werden. Sie erklären in einem auf YouTube veröffentlichten Video, dass sie „dieses Kapitel schließen“ wollen, aber „nicht das ganze Buch“. Das letzte Konzert der Lochis fand am 28. September 2019 in der Dortmunder Westfalenhalle statt. Im Oktober 2019 veröffentlichte Roman Lochmann gemeinsam mit seinem Bruder Heiko Lochmann die Autobiographie „Willkommen Realität“ – Die Lochis erzählen ihre Geschichte. Das Buch erreichte Platz 13 der Spiegel-Bestsellerliste Sachbuch.
Im Juli 2020 kam der zusammen mit Heiko Lochmann im Europa-Park gedrehte Film Takeover – Voll Vertauscht in die deutschen Kinos.
Am 15. Januar 2021 veröffentlichte er zusammen mit seinem Bruder Heiko Lochmann die erste Single unter ihrem neuen Künstlernamen HE/RO.

## Auszeichnungen
- 2009: Gewinner des Kiddy Contests 2009[15]
- 2011: Gewinner der Fernsehshow Wer wird Deutschlands Bester? auf RTL ZWEI

## Diskografie
Für Veröffentlichungen mit Heiko Lochmann als Die Lochis: siehe Die Lochis/Diskografie
- 2009: Märchenwald auf Kiddy Contest Vol. 15
- 2009: Christmas auf Kiddy Contest Vol. 15
- 2010: Herzen aus Glas auf Kiddy Contest Vol. 16[16]

## Filmografie
- 2015: Kartoffelsalat – Nicht fragen!
- 2015: Bruder vor Luder
- 2017: Sturm der Liebe (Fernsehserie, Telenovela)
- 2018: Let’s Dance (RTL-Tanzshow, 11. Staffel)
- 2018: #WhatIsLife Die Doku + Live DVD
- 2020: Kartoffelsalat 3 – Das Musical
- 2020: Takeover – Voll Vertauscht
- 2024: The Masked Singer